# Сиучка
Сиучка — река в России, протекает по Ульяновской области. Левый приток Тагайки.

## География
Река Сиучка берёт начало у села Сиуч. Течёт на юго-восток по открытой местности. Устье реки находится в 3,2 км по левому берегу реки Тагайка. Длина реки составляет 14 км, площадь водосборного бассейна — 71,3 км².

## Данные водного реестра
По данным государственного водного реестра России относится к Верхневолжскому бассейновому округу, водохозяйственный участок реки — Свияга от истока до села Альшеево, речной подбассейн реки — Волга от впадения Оки до Куйбышевского водохранилища (без бассейна Суры). Речной бассейн реки — (Верхняя) Волга до Куйбышевского водохранилища (без бассейна Оки).
Код объекта в государственном водном реестре — 08010400512112100002226.